# Réception des ondes radioélectriques
Les techniques de réception des ondes radioélectriques permettent de restituer les informations analogiques ou numériques portées par une onde radioélectrique : divers schémas de récepteurs, de filtrage, de démodulation sont utilisés, en fonction des applications et des fréquences. Elles ont été l'objet de spectaculaires évolutions depuis l'apparition des circuits intégrés (synthétiseurs, processeurs).
Cet article traite des différentes techniques permettant de restituer le signal électrique reçu en sortie de l'antenne, pour l'appliquer aux circuits de traitement.

## Définitions et limites
Dans un canal de télécommunication radioélectrique, les frontières entre « antenne », « réception », « démodulation », « traitement du signal » sont définies par des habitudes aussi bien que par des techniques différentes.
En général, dans un système complexe (satellite, radar, etc.), les circuits de « réception » commencent à la sortie de l'antenne, le signal étant sous forme électrique, jusqu'à la sortie du démodulateur analogique principal, Ce signal en "bande de base" étant à un niveau suffisant et permettant la démodulation ultérieure de ses diverses composantes, puis leur traitement et décodages éventuels.
La réception se place ainsi après la propagation des ondes radio, et les antennes, et avant les démodulations secondaires, multiplexages, décodages, etc.
Dans un système simple, comme la radiodiffusion, le terme "réception" comporte en fait tous les éléments jusqu'à la sortie audiofréquence, et même le haut-parleur.
Notations:
- Fo est la fréquence de l'oscillateur local.
- Fp est la fréquence de la porteuse à recevoir.
- Fi est la fréquence intermédiaire de l'amplificateur intermédiaire.

## Caractéristiques principales d'un récepteur

### Sensibilité
La sensibilité d'un récepteur est l'amplitude du signal à appliquer à son entrée pour obtenir à la sortie du démodulateur un rapport signal sur bruit déterminé. La sensibilité d'un récepteur définit sa capacité à recevoir des signaux faibles. Elle s'exprime de diverses façons selon les applications :
- En radio AM ou radio FM : en volts ou dBV à l'entrée pour obtenir une puissance de sortie audio donnée. Elle est alors mesurée en utilisant un générateur de signaux calibrés ; le signal de sortie est modulé à 30 % par un signal audio de 1 kHz.
- En radiotéléphonie HF et VHF, c'est le niveau à l'entrée antenne donnant un rapport signal sur bruit (S/B) donné en sortie audio, dans chaque modulation. En effet le bruit dans le récepteur dépend de la largeur du filtre utilisé et du type de démodulation.

Exemple de spécification d'un récepteur de trafic sensible : 0,3 µV à l'entrée pour 10 dB de S/B en sortie, en BLU. Le S/B de 10 dB étant une limite basse acceptable en BLU, un signal de 0,3 µV est nécessaire pour l'obtenir, en ne considérant que la contribution du récepteur (le bruit propre de l'antenne, et surtout de l'environnement extérieur pouvant être prépondérant).
- En transmission de données et radio numérique, c'est le niveau à l'entrée antenne donnant un taux d'erreurs (BER) inférieur à une valeur donnée.
- Pour un récepteur entrant dans un système (exemple : faisceau hertzien, répéteur satellite, etc.), la sensibilité est séparée en deux paramètres : le facteur de bruit d'entrée et le gain global.

Les signaux d'entrée pouvant être très faibles, les niveaux sont exprimés en microvolts, ou en « dBµV » (dB relatif à 1 microvolt).
La sensibilité d'un récepteur dépend essentiellement du facteur de bruit du premier étage et de sa bande passante globale.

### Sélectivité
La sélectivité d'un récepteur décrit l'aptitude du récepteur à séparer le signal désiré des signaux perturbateurs (tels que d'autres émetteurs à des fréquences voisines).       
La sélectivité peut être définie globalement par le facteur de réjection du canal adjacent ou du canal alterné, c'est-à-dire le rapport entre les puissances mesurés dans le haut-parleur lorsque, le récepteur étant réglé sur la fréquence Fp, le générateur est réglé à la fréquence Fp, Fp + LC ou Fp + 2LC. LC étant la largeur d'un canal (5 ou 10 kHz pour les émissions AM par exemple).
Un récepteur idéal présenterait une réponse en fréquence « carrée » : réponse constante dans la largeur de bande de la modulation, réjection totale hors du canal utile. Un récepteur réel est caractérisé par :
- ses fluctuations de gain et de phase dans la bande utile reçue, qui doivent être minimisées;
- sa réjection des canaux proches, à maximiser;
- sa réjection générale des signaux hors bande, à maximiser également.

La réponse du filtre doit être suffisamment large pour  contenir le spectre complet du signal à recevoir, et pour accepter les dérives de fréquence de l'émetteur et de l'oscillateur local du récepteur. 
A contrario, la réponse du filtre doit être suffisamment étroite pour réjecter convenablement les émissions adjacentes.
Ces divers paramètres s'expriment par un graphique donnant la réponse en fréquence du récepteur attaqué par un générateur étalonné, avec trois chiffres principaux :
- largeur en Hz à -3 dB ;
- largeur en Hz à -20 dB ;
- réjection hors bande en dB.

Le rapport entre la largeur à -3 dB et à -20 dB définit le facteur de forme du filtrage (raideur).
La sélectivité d'un récepteur est essentiellement donnée par la courbe de réponse des filtres Fi, et, pour les récepteurs bande étroite, par le bruit de phase de l'oscillateur local.

### Dynamique
La dynamique d'un récepteur s'exprime sous plusieurs aspects:
- Dynamique voie utile: Le rapport entre le signal le plus grand toléré à l'entrée avant apparition de distorsions, et le signal le plus faible (déterminé par le bruit du récepteur). Cette dynamique est obtenue en général par un système de contrôle automatique de gain.
- Blocage: Le signal maximum hors bande toléré pour un niveau de perturbation sur le signal utile. Cette performance est liée à sa plage de linéarité, les étages concernés étant ceux en amont du filtrage fi.
- Intermodulation : Lorsque le récepteur reçoit sur son entrée antenne deux signaux forts, décalés de son canal utile respectivement de DF et de 2DF, le phénomène d'intermodulation d'ordre 3 provoquera l'apparition d'un signal parasite sur son canal utile.  Les étages concernés sont ceux situés en amont du filtrage Fi. La protection contre l'intermodulation s'évalue par le "point d'interception d'intermodulation" en entrée. Voir intermodulation.

La conception d'un récepteur pour des signaux à faible dynamique dans un environnement de bruit radioélectrique stable (par exemple un récepteur de télévision satellitaire) est en effet beaucoup plus simple que celle d'un récepteur de trafic, capable de recevoir un signal à un niveau de 1 microvolt avec des signaux de fréquence proche à des niveaux de 100 mV par exemple.

### Stabilité
Le terme stabilité regroupe plusieurs notions, liées aux variations des performances en fonction de la température, de la tension d'alimentation et du vieillissement.
Le point essentiel est la dérive de l'accord, donc de la fréquence reçue, en fonction de la température et du temps. Elle s'exprime selon diverses échelles de temps :
- à court terme, pendant le démarrage d'un récepteur ;
- à moyen terme, selon température et alimentation, en Hz par degrés C (Hz/°C) ;
- à long terme, selon le vieillissement des composants, en limites de variation absolue.

Pour assurer la stabilité en fréquence, les récepteurs peuvent utiliser des techniques de compensation, de stabilisation en température, de commande automatique de fréquence (CAF), des oscillateurs à quartz commandant un synthétiseur, des horloges maître externes, par exemple atomiques, comme certains récepteurs GPS militaires.
Quand tous les oscillateurs d'un récepteur sont commandés par un « oscillateur maître » unique, c'est la stabilité de cet oscillateur qui fixe la performance. Les ordres de grandeur de stabilités possibles varient de 10-5 pour un quartz standard à 10-7 pour un quartz sélectionné et stabilisé en température (TCXO ou OCXO), jusqu'à 10-11 pour une horloge atomique.

### Bruit de phase
Cette performance définit les fluctuations de phase ajoutées au signal par le récepteur. Elle est essentielle pour les démodulation de phase (GPS par exemple) ou de fréquence à bande étroite. Ces fluctuations sont dues principalement aux oscillateurs locaux, à la qualité de l'oscillateur maître et aux méthodes de synthèse qui suivent. Les oscillateurs locaux obtenus par multiplication d'un oscillateur à quartz, ou par synthèse de fréquence directe, présentent un bruit de phase plus faible  que ceux obtenus par VCO et synthèse de fréquences à boucle de phase. 
Elle se définit en rapport signal sur bruit du signal en bande de base, ou du signal démodulé, pour une entrée antenne à fort niveau (afin de ne pas avoir du bruit thermique, caractérisé par la sensibilité).

### Réglage d'accord
On appelle "accord" le fait d'amener un circuit LC sur une fréquence désirée. Certains circuits peuvent nécessiter un accord variable, si plusieurs fréquences doivent être reçues. Ce sont les filtres d'entrée RF, et l'oscillateur local. Selon qu'un récepteur doit recevoir un canal fixe ou une sélection de canaux, ou une bande de fréquence continue, il utilisera diverses techniques d'accord : 
- du plus simple : récepteur monocanal (GPS, télécommande de portail, etc.) ;
- au plus sophistiqué : récepteur à réglage continu par pas de 10 Hz couvrant de 10 kHz à 1 000 MHz (récepteur de trafic ou de renseignement).

Historiquement, l'accord des récepteurs se faisait par des composants LC variables dans les filtres RF et oscillateurs. Aujourd'hui, l'accord variable de l'amplificateur RF continue de se faire par des éléments d'accord variables, alors que l'accord de l'oscillateur local est effectué par le système de synthèse:  boucle à verrouillage de phase, ou synthèse directe (DDS).

### Fréquences images et autres réponses parasites
Un récepteur étant programmé sur un canal donné ("voie utile"), on observera souvent qu'il peut présenter une réponse sur d'autres fréquences, si le niveau de signal sur ces fréquences est élevé. On évalue cette performance par le niveau antenne nécessaire pour produire une réponse sur ces fréquences.
La réponse parasite la plus connue pour les récepteurs à changement de fréquence, est la fréquence image principale: C'est l'autre fréquence (autre que la fréquence utile) qui donne par combinaison avec l'oscillateur local Fo, une fréquence égale à Fi.
Si des signaux de fréquences Fo et Fp sont appliqués à l'entrée du mélangeur, on retrouve en sortie des signaux à Fo et Fp mais aussi à Fo + Fp et |Fo - Fp|. Le filtre Fi va supprimer les composantes Fo, Fp et Fo + Fp, ne laissant que la composante |Fo - Fp| appelée fréquence intermédiaire, Fi.
L'utilisation d'un mélangeur introduit aussi des produits de mélange non désirés: si le récepteur est conçu pour Fo = Fp+Fi, un signal d'entrée à la fréquence Fo+Fi sera également reçu. Cette fréquence Fo+Fi (soit Fp+2Fi) est appelée "fréquence image" et doit être éliminée au niveau du filtre d'entrée.
Les autres réponses parasites éventuelles sont:
- La fréquence image du deuxième mélange, s'il existe.
- Toutes les fréquences Fp en entrée, combinées avec Fo, telles que n Fp + m Fo = Fi (où n et m sont des entiers relatifs). Ces réponses sont essentiellement dues  aux phénomènes de non linéarité, notamment du mélangeur. Pour les recherches exhaustives, on considérera même toutes combinaisons des oscillateurs  présents dans le récepteur, avec les fréquences d'entrée. Les réponses parasites sont déterminées par le filtrage en amont des mélangeurs, par les caractéristiques d'intermodulation des mélangeurs, et par la pureté spectrale des oscillations appliquées à ces mélangeurs.

### Distorsion du signal démodulé
Le signal issu du démodulateur aura généralement une forme différente du signal qui a servi à moduler l'émetteur. 
Pour les récepteurs analogique, elle est souvent exprimée sous forme d'un pourcentage de distorsion harmonique.
Pour les récepteurs de signaux numériques, on utilisera le diagramme de l'œil.
Cette distorsion peut être due à:
- la non linéarité du démodulateur: par exemple une caractéristique non linéaire du discriminateur de fréquence.
- un filtrage Fi défectueux : oscillateur décalé, filtre Fi décalé ou trop étroit, distorsion du temps de propagation de groupe du filtrage Fi. Ce dernier défaut est particulièrement gênant pour les signaux numériques, pour lesquels on utilisera si nécessaire des filtres Fi "à phase linéaire".

### Protection sur la voie utile
Il peut arriver qu'un signal reçu soit perturbé par un autre signal de même fréquence. Bien sûr, si le signal perturbateur a un niveau supérieur au signal "utile", il sera très difficile de le recevoir correctement.(sauf pour les systèmes à spectre étalé).
Des techniques existent pour améliorer la réception en présence de brouilleur sur le canal. Par exemple, si le signal utile est modulé en FM, la présence du brouilleur va engendrer par addition, une variation d'amplitude. On peut utiliser ce signal d'amplitude pour corriger le signal démodulé. D'une façon générale, le type de démodulateur utilisé aura une influence sur cette caractéristique. Les démodulateurs "i-Q" permettent un traitement complexe et performant de la démodulation.

### Autres spécifications
Les caractéristiques d'interface et d'utilisation sont très liées au type d'application :
- impédance d'antenne : généralement 50 ohms, mais certains récepteurs sont munis d'une entrée haute impédance pour les MF ;
- tension et plage d'alimentation ;
- limites d'environnement (humidité, température, etc.) ;
- rayonnement de l'entrée antenne;
- enfin les récepteurs professionnels peuvent être spécifiés en MTBF ou durée de vie dans leur application.

## Architecture d'un récepteur
L'architecture des récepteurs a évolué progressivement depuis le simple détecteur, jusqu'aux schémas à multiple conversion et synthétiseurs. Les étapes principales de définition d'un récepteur pour une application nouvelle, ou une amélioration d'un concept existant, sont destinées à assurer les performances demandées :
- l'analyse de la chaîne de gain : répartition, stabilité, etc.
- l'analyse du plan de fréquence : fréquences images, fréquences parasites, etc.
- L'analyse des filtrages: de canal, de réjection des images, des bandes proches, etc.
- l'analyse du facteur de bruit global tous étages compris : formule de Friis, etc.
- L'analyse des oscillateurs locaux et de leur méthode de génération : pureté spectrale, stabilité de fréquence, etc.

### Gain global et stabilité
Le gain global du récepteur est défini par le rapport entre le niveau souhaité en sortie et le niveau le plus faible attendu en entrée.
Ce gain peut-être très élevé, par exemple un récepteur de trafic devant convertir un signal de 0,3 µV en entrée, en un signal de 300 mV avant démodulation, soit un gain de 106 en tension ou de 120 dB en puissance. 
Un circuit amplificateur à fréquence unique devient instable par accrochage si son gain dépasse les découplages entre entrée et sortie, ceci étant d'autant plus difficile à obtenir quand la fréquence augmente. Ce phénomène d'« accrochage » est évidemment à éviter. L'architecture des récepteurs modernes permet de répartir ce gain entre l'étage d'entrée et un ou plusieurs étages à fréquences intermédiaires.

### Définition du plan de fréquence
Le plan de fréquence est le résultat des choix de changements de fréquence et de filtrage, permettant de garantir les performances de stabilité et de sélectivité de réception, avec un minimum de fréquences parasites. Il définit les méthodes de génération des oscillateurs locaux et les performances de filtrages des différents étages. Le choix du plan de fréquence est issu d'analyses des produits parasites, des technologies d'oscillateurs locaux et de filtres.
Chaque mélangeur produit des fréquences de mélange non désirées, ainsi que des réceptions de fréquences images. Chaque oscillateur produit outre sa fréquence, des harmoniques multiples. Ces divers produits sont appelés fréquences de réception parasites ou spurious et doivent soit être placés hors bande de réception, soit minimisés sous le niveau du bruit.
Historiquement, les récepteurs à simple changement de fréquence utilisaient un oscillateur commuté à quartz multiples ou un oscillateur à condensateur variable. La nécessité de stabilité améliorée pour la modulation BLU ou les modes numériques a amené aux récepteurs à multiples changements de fréquence, aux oscillateurs à synthétiseurs, d'abord à boucle de phase, puis à synthèse directe.

### Récepteur à simple conversion

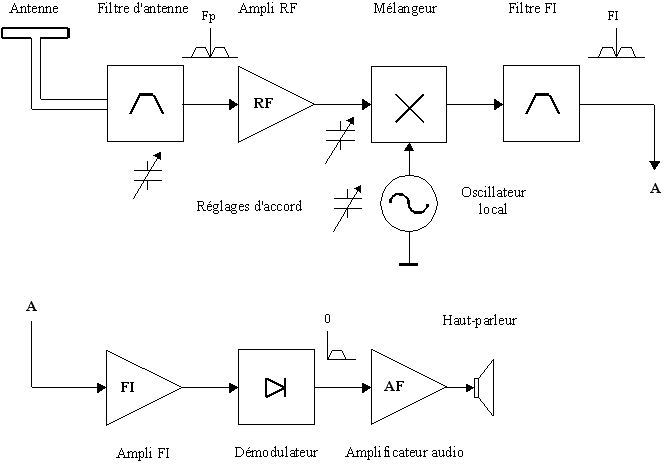
Structure d'un récepteur superhétérodyne

Le récepteur à simple conversion, historiquement appelé superhétérodyne, est la structure de récepteur la plus utilisée, tant en radio qu'en télévision ou en hyperfréquences (radar, GSM, GPS, etc.). Elle est caractérisée par l'utilisation d'un étage changeur de fréquence, ce qui permet une amplification plus aisée du signal.
Dans un récepteur superhétérodyne, les différentes fonctions d'amplification, de filtrage, de démodulation, sont confiées à des étages distincts :   
- la sensibilité est déterminée par les différents amplificateurs ;
- la sélectivité est déterminée par le filtre Fi ;
- la réjection des fréquences images est assurée par le filtre d'entrée.

Le schéma ci-contre montre la structure du récepteur superhétérodyne courant utilisé en radiodiffusion AM.

### Récepteur à multiple changement de fréquence

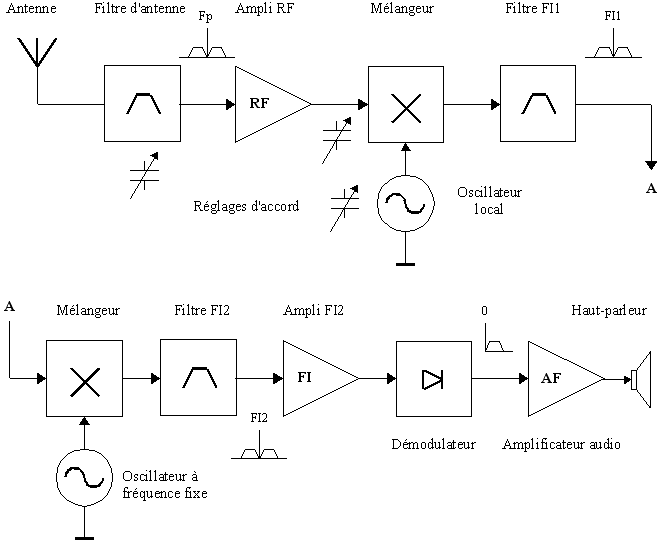
Structure d'un récepteur à double changement de fréquence

Dans le récepteur superhétérodyne, la valeur de la fréquence intermédiaire influence à la fois la sélectivité et la réjection de la fréquence image. Lorsque la Fi est grande, la réjection de la fréquence image est aisée (puisqu'elle est située à 2 Fi de Fp) mais il est difficile d'obtenir une bonne sélectivité.   
C'est la raison pour laquelle certains récepteurs (ondes courtes, mais aussi récepteurs de signaux de satellites, radar, etc.) mettent en œuvre un double changement de fréquence. Le premier changement de fréquence utilise une fréquence intermédiaire (Fi1) élevée (par exemple 50 MHz) de façon à rejeter aisément la fréquence image. La seconde fréquence intermédiaire, Fi2, sera nettement plus basse (par exemple 455 kHz), ce qui permet d'utiliser des filtres piézoélectriques ayant une bande passante étroite et des flancs raides.   
Puisque Fi1 est fixe, le second oscillateur local peut être à fréquence fixe, stabilisé à l'aide d'un quartz.
Ce schéma à double conversion peut être encore raffiné en triple conversion, voire davantage, soit pour permettre des ajustements de filtrage ou de réglage, soit pour permettre des démodulations de signaux aux bandes passantes très différentes, par exemple radio FM et télégraphie. Chaque démodulateur est alors précédé d'un amplificateur et filtre à une fréquence spécifique.

## Organes principaux d'un récepteur

### Filtre d'antenne ou «présélecteur»
Il élimine les signaux indésirables dus aux fréquences images. Il est placé avant l'ampli RF, de façon à éviter sa saturation par des signaux hors de la bande utile. Dans un récepteur pour une bande réduite, ce filtre peut être fixe, alors que pour un récepteur « toute bande » il est commutable, chaque filtre couvrant une bande, ou un demi-octave dans les schémas modernes.
Les filtres à cavités sont utilisés des UHF aux térahertz. Dans ces filtres c'est le champ électromagnétique qui est filtré, grâce à la géométrie de cavités couplées entre elles. Ils sont utilisés par exemple dans les diplexeurs de terminaux satellite. Ces filtres sont souvent remplacés par des filtres à résonateurs diélectrique, qui présentent par rapport aux cavités classiques une réduction importante de l'encombrement.
Les filtres à réseaux d'éléments réactifs permettent tout filtrage, passe-bas, passe-haut ou passe-bande, avec des bandes relatives faibles (10-50 %). Ils sont utilisés par exemple comme présélecteurs (réjecteur de fréquence image), dans les montages à changement de fréquence.
Les filtres à ondes de surface permettent des filtrages RF à facteur de forme élevé, en VHF et UHF et sont utiles si la bande utilisée est proche d'une bande comportant des émissions à forts niveaux.

### Amplificateur d'entrée
Appelé aussi LNA (amplificateur faible bruit, ou low noise amplifier), il assure une première amplification. Il est conçu de façon à obtenir le meilleur rapport signal, sur bruit possible spécialement aux fréquences supérieures à 30 MHz. À ces fréquences le bruit extérieur au récepteur est faible, le bruit interne est alors la principale limitation .
Dans les bandes HF, La linéarité en présence de signaux forts est le facteur principal de performance. Ces deux facteurs étant en partie incompatibles, les récepteurs de trafic comportent un réglage de gain ou un atténuateur, permettant de choisir entre l'optimisation du facteur de bruit ou de la dynamique.

### Mélangeur
Les mélangeurs sont utilisés sur le signal dans les récepteurs à changement de fréquence, ainsi que dans les circuits générateurs des oscillateurs locaux.
Le mélangeur est un circuit à deux entrées, fournissant en sortie une fréquence somme ou différence des deux fréquences d'entrée. Le mélangeur idéal est un multiplicateur, ce qui explique le symbole utilisé. Il doit être linéaire pour l'entrée « porteuse » et créer un minimum de produits d'intermodulation non désirés. 
Un circuit mélangeur simple comme un transistor bigrille crée, outre les composantes voulues, tous les produits d'intermodulation entre les deux entrées, alors qu'un circuit plus complexe, comme un mélangeur équilibré minimise ces composantes. 
Le mélangeur le plus simple est un organe non linéaire, par exemple une diode, recevant la somme des deux signaux : le signal porteuse à bas niveau, le signal oscillateur local à fort niveau. Ce schéma équipait les premiers radars, et est encore utilisé dans les bandes térahertz quand aucun autre composant n'est disponible.

### Oscillateur local
Il pilote la seconde entrée du mélangeur. Sa fréquence Fo est choisie de façon que la fréquence d'entrée soit convertie en fréquence intermédiaire. Il a donc deux fréquences possibles : Fo = Fp + Fi ou Fp - Fi.
Selon les fréquences, il peut être issu d'une chaîne multiplicatrice, d'un synthétiseur, ou d'un simple oscillateur à quartz. Son niveau de sortie doit permettre le fonctionnement du mélangeur, par exemple environ 10 dBm pour un mélangeur équilibré en hyperfréquence.

### Synthétiseur
Les oscillateurs locaux à boucle de phase (ou PLL) ont d'abord été utilisés dans les années 1970 en sélection des sous-bandes, par pas de 100 kHz ou 1 MHz, les circuits diviseurs logiques n'étant pas encore disponibles. Cette fréquence sélectionnée par pas servait de premier oscillateur local, la sélection fine de fréquence étant toujours assurée par un oscillateur variable (ou "VFO") en second oscillateur local.
L'apparition des circuits intégrés en diviseurs variables a permis leur usage jusqu'au pas de sélection de canal, ce schéma est encore courant en radiodiffusion et télévision. Les synthétiseurs à boucle PLL simple ont cependant une limitation de temps de commutation si le pas est fin, ce qui est résolu par les synthétiseurs à double boucle, utilisés dans les récepteurs de trafic modernes.
Les oscillateurs à synthèse directe ou DDS (direct digital synthesis) remplacent progressivement les PLL. Ils permettent une incrémentation fine, sans temps de commutation néfaste, se rapprochant ainsi de la souplesse des VFO.

### Amplificateur intermédiaire
Le changement de fréquence permet d'amplifier et de filtrer à une fréquence fixe. Le filtre utilisé dépend de la bande relative et de la raideur à obtenir. Il doit supprimer les signaux indésirables à des fréquences proches de Fp, ainsi que les composantes indésirables générées par le mélangeur.
D'une façon générale, le filtrage à fréquence intermédiaire est responsable de la sélectivité de réception, sa largeur de bande doit donc être légèrement supérieure à celle du signal à recevoir, par exemple:
- environ 6 MHz en réception de télévision terrestre, 30 Mhz en télévision satellitaire
- environ 75 kHz en radio FM
- 6 à 10 kHz en radio AM
- 2 à 3 kHz en BLU
- 500 Hz en télégraphie ou radiotélétype

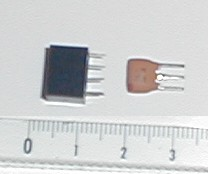
filtres céramique 455 kHz à six éléments (à gauche) et filtre céramique 10.7 MHz (à droite)

Les filtres à circuits accordés, ou plus simplement « filtres LC », permettent des bandes relatives moyennes (de 10 % à 1 %) jusqu'aux fréquences UHF. Ils sont utilisés par exemple dans les fréquences intermédiaires des radars.
Les filtres piézoélectriques sont adaptés aux fréquences BF à VHF, permettent des bandes relatives étroites (de 1 % à 0,01 %). Ils peuvent être de type filtres céramiques économiques largement utilisés en réception télévision ou radiodiffusion. Les filtres à quartz plus chers, donnent une meilleure réponse en fréquence (flancs plus raides), sont utilisés dans les récepteurs professionnels ou radioamateurs en HF (récepteurs de trafic). Ni la fréquence centrale ni la largeur de bande ne peuvent être modifiés. 
Pour les signaux numériques, les filtres à ondes de surface permettent de construire pratiquement n'importe quelle forme de bande passante, entre quelques dizaines de kHz et quelques MHz pour les hauts débits. Ils présentent l'énorme avantage d'avoir une phase linéaire, et donc de ne pas apporter de distorsion de temps de propagation de groupe.
L'amplificateur à fréquence intermédiaire est responsable de l'essentiel du gain du récepteur. Il est souvent constitué de plusieurs étages avec un contrôle automatique du gain (CAG). Il amène le signal au niveau nécessaire pour la démodulation.

### Démodulateur
D'une façon générale, un démodulateur opère la fonction inverse d'un modulateur. Alors que ce dernier modifie une des caractéristiques (amplitude ou fréquence) d'une onde porteuse, le démodulateur extrait l'information de la porteuse et restitue le signal en bande de base.  
Pour les signaux modulés en amplitude, le démodulateur peut être un redresseur à diodes, ou un démodulateur synchrone, plus linéaire.
Pour les signaux modulés en fréquence ou en phase, le démodulateur peut être un discriminateur, un détecteur de rapport ou un discriminateur à coïncidence (aussi appelé détecteur à quadrature ou détecteur synchrone).
Les signaux numériques  peuvent souvent être modulé à la fois en phase et en amplitude, comme la modulation DQPSK ou les modulations QAM. Le démodulateur le plus approprié est alors le démodulateur "i-Q " . Ce démodulateur, qui permet de démoduler toute modulation, combine les sorties de deux mélangeurs attaqués respectivement par le signal OL et par le signal OL déphasé de 90 °.

## Autres structures de récepteurs
La structure superhétérodyne, à un ou plusieurs changements de fréquence est aujourd'hui la plus courante.
On voit cependant apparaître aujourd'hui de nouvelles versions de récepteurs à conversion directe, grâce aux techniques modernes.
D'autres schémas ont historiquement été utilisés depuis le poste à galène, et peuvent encore être expérimentés par les amateurs.

### Récepteur à réaction

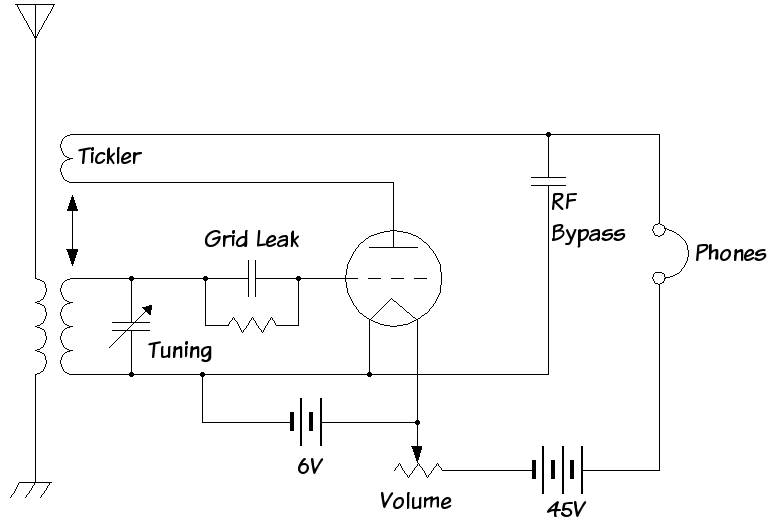
Récepteur à réaction

Ce schéma est une curiosité historique, mais permet un très grand gain avec un seul composant actif.
Le principe est de mettre un amplificateur à la limite de l'oscillation, zone où le gain augmente indéfiniment. Seule la stabilité des couplages et composants limite le gain. La sélectivité est médiocre et inadaptée aux communications modernes.
Un récepteur simple et original utilisant un tube à vide est représenté ici. Le réglage de réaction est obtenu par un couplage inductif variable, le gain par la tension d'anode.

### Récepteur à super-réaction
Le récepteur à super-réaction permet de façon très simple de réaliser un récepteur de modulation d'amplitude, de sensibilité un peu inférieure à un récepteur à changement de fréquence, et de bande passante 100 à 1000 fois inférieure à la fréquence porteuse, ce qui peut être suffisant pour certaines applications. Il a l'inconvénient de rayonner sur son entrée antenne, ce qui implique l'utilisation d'un étage amplificateur RF pour réduire ce rayonnement. 
Principe : Le récepteur à super-réaction est constitué par un oscillateur polarisé de façon particulière et précise. Au départ, l'énergie dans le circuit d'accord est celle du signal instantané reçu de l'antenne. Du fait de la réaction positive, cette énergie est amplifiée et croît de façon exponentielle (comme pour tout oscillateur qui démarre). Au bout de quelques dizaines de micro-secondes, l'énergie d'oscillation atteint un niveau proche de celle d'un oscillateur classique. À ce moment, la non linéarité du transistor provoque une modification de la polarisation (elle est ajustée pour ça...) et le gain s'effondre: l'oscillation cesse et on revient à l'état initial: le cycle recommence. Le temps du cycle dépend du niveau du signal reçu, puisque c'est à partir de ce niveau que l'énergie croît exponentiellement. Ce temps est plus court si le niveau de départ est plus élevé, c'est-à-dire si le niveau du signal reçu est plus élevé: on a alors une fréquence "de découpage" plus élevée. Une variation d'amplitude du signal reçu donne donc une variation de la fréquence de découpage. Cette variation de fréquence de découpage peut être traduite en variation de tension BF en faisant un filtrage passe-bas du courant du transistor.
Par principe, le récepteur super-réaction possède donc une caractéristique logarithmique, puisque le temps de cycle est la durée d'un signal exponentiel à niveau de départ variable. Il peut donc accepter des variations de signal importantes.

### Récepteur à amplification directe
La structure de ce récepteur est très simple :   
- un ou plusieurs étages d'amplification portent le signal d'antenne à un niveau suffisant pour permettre un fonctionnement correct du démodulateur (typiquement 300 mV) ;
- un filtre de bande élimine les signaux indésirables ;
- le démodulateur extrait du signal modulé le signal modulant, c'est-à-dire l'information originale.

Dans cette structure, la sensibilité et la sélectivité sont déterminées par l'amplificateur RF. Le récepteur à amplification directe n'est utilisé que dans des applications simples, pour capter un seul émetteur, dont le signal est relativement fort. Il était utilisé par exemple dans les premiers récepteurs de télévision.

### Récepteur à conversion directe et démodulateurs "i-Q"
La structure ressemble à celle du récepteur superhétérodyne, mais ici on choisit Fo = Fp. La fréquence intermédiaire est donc nulle, et on retrouve à la sortie du mélangeur un signal issu des bandes latérales, qui est le  signal modulant lui-même en BLU ou en AM. L'ampli Fi, le filtre Fi et le démodulateur ont donc disparu.   
- La sensibilité du récepteur est déterminée par les amplis RF et AF. Du fait que le facteur de bruit de l'ampli audio est plus élevé que celui d'un ampli Fi, elle est en principe  moins élevée que celle d'un récepteur superhétérodyne.
- La sélectivité est déterminée par le filtre AF.
- Il n'y a pas de fréquence image, donc moins de filtrage d'entrée.
- Fo doit être rigoureusement égal à Fp, sinon le signal démodulé est décalé en fréquence.

Cette structure était intéressante  pour sa simplicité de réalisation mais  n'est plus utilisée de cette façon.
En effet, les composants modernes, comme les démodulateurs "i-Q" intégrés, ont permis maintenant la conception de récepteurs à conversion directe avec de bonnes performances, notamment pour les radiocommunications numériques.
Dans ces récepteurs numériques, le signal démodulé n'est plus  un signal audio, c'est le signal numérique en bande de base.
En traitant convenablement les deux sorties du démodulateur i-Q, on peut pratiquement démoduler n'importe quel type de modulation. 
Les principales difficultés ont été résolues par les améliorations suivantes :
- la sensibilité: Elle a été améliorée par la conception de mélangeurs performants, à faible bruit et à forte dynamique, ce qui permet d'avoir un gain RF important, et ainsi de masquer le bruit thermique de l'étage audio suivant le mélangeur. Par ailleurs, on emploie de façon généralisée un démodulateur "i-Q" qui permet de récupérer, selon sa configuration, les modulations de phase et de fréquence, ou même les bandes latérales de façon séparées.
- Le calage de l'oscillateur local sur la fréquence porteuse: 
Dans certains récepteurs, ce calage est obtenu par une boucle de phase: le signal de sortie du démodulateur "i-Q"  permet d'obtenir une information sur le déphasage entre l'OL et la porteuse reçue. On pilote la fréquence de l'OL pour supprimer ce décalage.
D'autres récepteurs utilisent la technique de la Fi "quasi nulle": On accepte un décalage entre l'OL et la porteuse reçue, sachant que les deux sorties du démodulateur "i-Q" permettent de reconstituer quand même le signal modulant.

### Récepteurs à étalement de spectre
Certains réseaux modernes de radiocommunications numériques (par exemple certaines versions des normes 3G, Wi-Fi, Bluetooth ...) utilisent un codage par étalement de spectre.
Il existe deux types principaux de codage :
- le "saut de fréquence" (FHSS) : le signal utile émis change  en permanence de canal, de façon plus ou moins rapide. À la réception, l'oscillateur local en fait de même, selon un code convenu entre l'émetteur et le récepteur. Ainsi, un brouilleur ne perturbera  qu'une partie temporelle du signal, et celui-ci pourra être reconstitué s'il possède un codage numérique redondant, grâce à un code correcteur d'erreurs.

- le DSSS : le symbole numérique de base est découpé dans le temps, à l'émission, en un grand nombre de symboles élémentaires 0 ou 1. L'ensemble des symboles élémentaires constituent le code de la liaison. Si le code comprend 64 bits, par exemple, le spectre résultant sera 64 fois plus large que le spectre du signal d'origine. À la réception, le récepteur large bande démodule ce signal complexe, en le "multipliant" par le même code: à la sortie du démodulateur, on retrouve le signal d'origine. Ce type de codage est peu sensible aux effets de trajets multiples (fadding) et permet d'effectuer un grand nombre de communications sur la même bande, simplement en affectant un code différent à chacune. En effet, les utilisateurs utilisent des codes orthogonaux entre eux : en sortie de chaque démodulateur, on ne trouve que le signal destiné à l'utilisateur, les signaux s'adressant aux autres utilisateurs donnant une tension nulle. Voir CDMA pour un exemple de réalisation.